# Мер Лондона
Мер Лондона є главою виконавчої влади Адміністрації Великого Лондона. Нинішнім мером є Садік Хан, який вступив на посаду 9 травня 2016 року.
Посада створена в 2000 році після Лондонського референдуму про передачу влади в 1998 році та була першою у Великій Британії.
Мер контролюється Лондонською Асамблеєю та за підтримки свого Кабінету мера, керує всім Лондоном, включаючи Лондонське Сіті (для якого також існує церемоніальний лорд-мер Лондонського Сіті). У кожному районі Лондона також є церемоніальний мер або обраний мер.

## Історія
Рада Великого Лондона була скасована в 1986 році, Законом про місцеве самоврядування 1985 року. Лондонці проголосували на референдумі в 1998 році за створення нової структури управління Великого Лондона. Обраний мер Лондона був затверджений Законом про адміністрацію Великого Лондона 1999 року в 2000 році в рамках реформ.
Посаду мера Лондона обіймав Кен Лівінгстон з моменту створення цієї посади 4 травня 2000 року до його поразки в травні 2008 року. Наступним мером став Борис Джонсон, який відбув два терміни.
Останні вибори мера Лондона відбулись 5 травня 2016 року. Результати були офіційно оголошені 7 травня о 12.30. Новим мером став Садік Хан — член Лейбористської партії. Він став першим мусульманином, якого обрали мером Лондона.

## Вибори
Мер обирається методом додаткового голосування строком на чотири роки, а вибори відбуваються у травні. Як і на більшості виборних посад у Сполученому Королівстві, є застава, в даному випадку 10 000 фунтів стерлінгів, яка підлягає поверненню при виграші кандидатом щонайменше 5 % голосів.

## Повноваження та функції
Більшість повноважень беруть витоки від Закону про адміністрацію Великого Лондона 1999 року, а додаткові функції походять від Закону про владу Великого Лондона 2007 року, Локального закону 2011 року та Закону про реформу поліції та соціальної відповідальності 2011 року.
Основними функціями є:
- Стратегічне планування, включаючи житлове будівництво, управління відходами, навколишнє середовище та виробництво плану Лондона
- Транспортна політика, здійснювана функціональним органом Transport for London
- Участь у вирішенні надзвичайних ситуацій, надана функціональним органом Лондонського управління пожежного та надзвичайного планування
- Поліцейська та злочинна політика, забезпечена функціональним органом Мерія міліції та злочинності (до 2012 року функціональним органом Столична поліція)
- Економічний розвиток, здійснюваний безпосередньо Управлінням Великого Лондона через дочірню компанію GLA Land and Property (до 2012 року функціональним органом Лондонського агентства розвитку)
- Право створювати корпорації розвитку, такі як London Legacy Development Corporation[4][5]

Решту функцій місцевого самоврядування виконують міські ради Лондона. Існують певні збіги, наприклад, районні ради несуть відповідальність за управління відходами, але мер повинен розробити стратегію управління відходами.
Подовжений термін
Уряд відклав усі вибори, заплановані на травень 2020 року, в тому числі вибори мера Лондона, на один рік через пандемію COVID-19. Таким чином, Садік Хан буде відбувати термін п'ять років, замість чотирьох; термін закінчиться в травні 2021 року.